# Paul Ricoeur
Jean Paul Gustave Ricœur (Valence (Drôme), 27 de febrero de 1913 - Châtenay-Malabry, 20 de mayo de 2005) fue un filósofo y antropólogo francés conocido por su intento de combinar la descripción fenomenológica con la interpretación hermenéutica. Su pensamiento se ubica en la misma tradición que otros notables fenomenólogos hermenéuticos como Edmund Husserl y Hans-Georg Gadamer. En el año 2000 fue galardonado con el Premio Kioto en Artes y Filosofía por haber "revolucionado el método de la fenomenología hermenéutica expandiendo el estudio en el ámbito de la interpretación textual para incluir nuevos dominios como la mitología, la exégesis, el psicoanálisis, la historiografía, la teoría de la metáfora o la narratología."

## Biografía
Los primeros años de Ricœur estuvieron marcados por dos hechos principales. El primero fue que nació en una devota familia protestante, convirtiéndose así en miembro de una minoría religiosa en la católica Francia. El segundo, que su padre murió en 1915 en la Primera Guerra Mundial, cuando Ricœur tenía solamente dos años de edad. Como consecuencia, fue educado por su tía en Rennes con una pequeña pensión asignada por su condición de huérfano de guerra. Ricœur era un muchacho intelectualmente precoz y amante de los libros, cuya inclinación hacia el estudio fue incentivada por el énfasis de su familia protestante en el estudio de la Biblia. En 1933 Ricœur se licenció por la Universidad de Rennes y en 1934 comenzó sus estudios de filosofía en la Sorbona, donde fue influido por Gabriel Marcel. En 1935 se licenció en filosofía.
La Segunda Guerra Mundial interrumpió la carrera de Ricœur: en 1939 fue movilizado para servir en el ejército francés. Su unidad fue capturada durante la invasión alemana de Francia en 1940, y pasó los cinco años siguientes como prisionero de guerra. En su campo de detención se encontraban otros intelectuales, como Mikel Dufrenne, que organizó lecturas y clases de tal rigor que el campo fue acreditado por el gobierno de Vichy como institución con capacidad de otorgar títulos universitarios. Durante esta época leyó a Karl Jaspers, quien habría de tener gran influencia sobre él. Inició también una traducción de las Ideas de Edmund Husserl.
Tras la guerra Ricœur obtuvo una plaza en la Universidad de Estrasburgo (1948-1956), donde publicó prolíficamente. En 1950 recibió el doctorado presentando dos tesis (como es costumbre en Francia): una tesis menor que era una traducción y comentarios de las Ideas I de Husserl (por primera vez en francés), y una tesis mayor que posteriormente se publicaría como Lo voluntario y lo involuntario. Como fruto de sus trabajos académicos, Ricœur se ganó una reputación de experto en fenomenología, y se hizo muy popular en la Francia de los años de la posguerra.
En 1956 Ricœur consiguió la cátedra de Filosofía General en la Sorbona. Este puesto marcó el ascenso de Ricœur como uno de los más prominentes filósofos de Francia. Durante esa época escribió Freud y filosofía así como El simbolismo del mal, que cimentaron su reputación.
De 1965 a 1970 Ricœur ocupó un puesto en la recientemente fundada Universidad de Nanterre. Nanterre era un experimento en educación progresista y Ricœur esperaba que esto le diera una oportunidad de escapar de la atmósfera sofocante de la limitante tradición de la Sorbona y crear una universidad acorde con su visión. Sin embargo, Nanterre se convirtió en un vivero de protestas durante la revuelta estudiantil de Mayo del 68 y Ricœur fue ridiculizado como un «viejo payaso» y títere del gobierno francés.
Ricœur, además de su interés por la fenomenología husserliana, fue precursor de la corriente interpretativa de principios de la década de 1970. La hermenéutica, como la llamaría después, sería la gran tendencia de Ricœur. Sería, luego, una gran influencia para autores como Clifford Geertz y John B. Thompson. Junto a otros autores, como Gadamer, promovió una tensión en la filosofía que hasta hoy en día es tema de discusiones académicas.
En el punto más bajo de su popularidad y desencantado de su vida en Francia, en 1970 Ricœur se trasladó a la Universidad de Chicago, donde permaneció hasta 1985. Gracias a este cambio Ricœur se familiarizó con la filosofía estadounidense y las ciencias sociales, convirtiéndose en uno de los pocos pensadores igualmente cómodos con el mundo intelectual de habla francesa, alemana e inglesa. El resultado fueron dos de los más importantes y duraderos trabajos de Ricœur: La metáfora viva y su obra en tres volúmenes Tiempo y narración. Partiendo de la discusión de la identidad narrativa, así como del continuado interés de Ricœur en el 'sí mismo', presentó las conferencias Gifford (The Gifford Lectures), que culminaron en el importante trabajo Sí mismo como otro.
Con Tiempo y narración, volvió a Francia como un intelectual estrella. Sus últimos trabajos se caracterizaron por una continua disección de las tradiciones intelectuales nacionales, y algunos de sus últimos escritos llamaron la atención del filósofo político estadounidense John Rawls.
En el año 1999 recibió el Premio Balzan de Filosofía. De 1999 a 2001, tuvo de asistente editorial al joven Emmanuel Macron, que trabajaba sobre la bibliografía y las notas preparatorias de su libro La Mémoire, l'histoire, l'oubli, y que fue miembro del comité de redacción de la revista Esprit.
En 2003 recibió el Premio Pablo VI y el año siguiente, el 29 de noviembre de 2004, fue galardonado con el segundo Premio John W. Kluge (compartido con Jaroslav Pelikan) por toda una vida de logros en Humanidades.
Murió por causas naturales mientras dormía, el 20 de mayo de 2005 en su casa de Châtenay-Malabry, al oeste de París. El primer ministro francés Jean Pierre Raffarin declaró: «La tradición humanista europea está de luto por uno de sus más talentosos exponentes».

## Pensamiento hermenéutico
Paul Ricœur (Essais d’herméneutique, París: Seuil, 1969) propone una «hermenéutica de la distancia», lo que hace que surja una interpretación es el hecho de que haya una distancia entre el emisor y el receptor. De esta hermenéutica surge una teoría cuyo paradigma es el texto, es decir, todo discurso fijado por la escritura. Al mismo tiempo este discurso sufre, una vez emitido, un desarraigamiento de la intención del autor y cobra independencia con respecto a él. El texto ahora se encuentra desligado del emisor, y es una realidad metamorfoseada en la cual el lector, al tomar la obra, se introduce. Pero esta misma realidad metamorfoseada propone un «yo», un «Dasein», que debe ser extraído por el lector en la tarea hermenéutica. Para Ricoeur interpretar es extraer el ser-en-el-mundo que se halla en el texto. De esta manera se propone estudiar el problema de la «apropiación del texto», es decir, de la aplicación del significado del texto a la vida del lector. La reelaboración del texto por parte del lector es uno de los ejes de la teoría de Paul Ricoeur.
Según Ricœur, el objetivo de la hermenéutica es de recuperar y restaurar el significado. El filósofo francés elige el modelo de la fenomenología de la religión, en relación con el psicoanálisis, destacando que se caracteriza por una preocupación sobre el objeto. Este objeto es lo sagrado, que es visto en relación con lo profano. Lo sagrado es visto como una manifestación de poder espiritual por el fenomenólogo holandés de la religión Gerardus van der Leeuw. El fenomenólogo rumano de la religión Mircea Eliade sigue el modelo propuesto por Ricoeur, escribiendo sobre los tres pensadores de la sospecha: Karl Marx, cuestiona la idea de conciencia en el marco de la sociedad económica, en particular a los medios de producción; Friedrich Nietzsche, cuestiona la idea de conciencia desde una crítica al cristianismo, desde conceptos como el de superhombre, y Sigmund Freud, que también propone una falsa conciencia a través del concepto del inconsciente. Ricœur los llamó «los tres grandes destructores», «los maestros de la sospecha».

## Ética
La ética ha sido una de las preocupaciones de Ricœur.

¿Deberíamos hacer una distinción entre moral y ética? A decir verdad, nada en la etimología o en la historia del uso de las palabras lo impone: una proviene del latín, la otra del griego antiguo, y las dos vuelven a la idea de las costumbres (ethos, mores). Sin embargo, se puede discernir si el énfasis está en lo que se considera bueno o lo que es obligatorio. Es por convención que reservaré el término "ética" al propósito de una vida realizada bajo el signo de las acciones consideradas buenas, y el de "moral" para el lado obligatorio, marcado por normas, obligaciones, prohibiciones caracterizadas por un requisito de universalidad y un efecto de restricción. En la distinción entre el objetivo de la vida buena y la obediencia a las normas, es fácil reconocer la oposición entre dos herencias: la herencia aristotélica, donde la ética se caracteriza por su perspectiva teleológica (de telos, que significa "fin"); y una herencia kantiana, donde la moralidad se define por el carácter obligatorio de la norma, y por lo tanto desde un punto de vista deontológico (significando deontológico precisamente "deber").
Uno mismo como cualquier otro, séptimo estudio, 1990, Test Points 330, p. 200.

Ricœur, por lo tanto, propone colocar la ética, es decir, la cuestión del objetivo de la vida, antes de la moralidad, la cuestión de las normas. La ética permitirá al filósofo pensar en la autoestima, mientras que la moralidad cuestionará el respeto por sí mismo. Si Ricœur tiene cuidado de no definir la vida buena con demasiada precisión, sugiere que todos deben pensar en ello, a partir de una reflexión sobre lo que es la vida de un hombre.
Este pensamiento lo lleva rápidamente al cuidado del otro. El objetivo ético es vivir "con y para el otro". Siempre gracias a Aristóteles, propone tomar la amistad como mediador entre el objetivo de la vida buena y la cuestión de la justicia. De hecho, carecería de autoestima sin dedicación, que encuentra su modelo en la amistad. Pero el encuentro del otro no siempre puede ser amistoso porque no siempre opera en las relaciones entre iguales que desean vivir juntos. Esta situación no cubre cada situación de encuentro del otro. Es aquí donde la reflexión de Levinas sobre el otro que da un mandato de amor al otro que está sufriendo permite a Ricœur impulsar la búsqueda de la igualdad en contextos de desigualdad. La igualdad solo se encuentra en estas situaciones por "la confesión compartida de la fragilidad, y finalmente de la mortalidad". Esto lleva al filósofo a introducir el concepto de reversibilidad de los roles, la insustituibilidad de las personas y, finalmente, la similitud entre ellos. Este último concepto le permite emitir, como fundamento ético: la estima del otro como uno mismo es equivalente a la autoestima como otro.
Ahí es cuando surge la cuestión de las instituciones. Debido a que no solo hay una relación cara a cara, también hay un "eso", que sugiere una idea de pluralidad. Vivir bien no se limita a las relaciones personales e interpersonales, sino que también se extiende a las instituciones. Al final de su reflexión sobre las instituciones justas (aún en su aspecto ético y no moral), Ricœur determina que el concepto de igualdad en relación con uno mismo en cada ser humano. Esta igualdad permite "instituciones justas".

## Análisis de la metáfora
El estudio de la metáfora es un elemento significativo en su trabajo. En La Métaphore vive, publicado en 1975, Ricœur estudia la función poética del lenguaje y más precisamente el concepto de tropo que se analiza desde el ángulo lingüístico, poético y filosófico. Para la figura del habla, y en particular la metáfora, Ricœur la considera un proceso cognitivo original y con su propio valor.
   "La función de la transfiguración de lo real que reconocemos en la ficción poética implica que dejamos de identificar la realidad y la realidad empírica o, en otras palabras, que dejamos de identificar la experiencia y la experiencia empírica. El lenguaje poético deriva su prestigio de su capacidad de expresar aspectos de lo que Husserl llamó Lebenswelt y Heidegger In-der-Welt-Sein. De esta forma, exige que critiquemos nuestro concepto convencional de verdad, es decir que dejemos de limitarlo a la coherencia lógica y la verificación empírica, para tener en cuenta la afirmación de la verdad ligada a la acción transfiguradora de la ficción. "
Incluso escribe:
   "La metáfora es la capacidad de producir un nuevo significado, hasta el punto de la chispa del significado donde una incompatibilidad semántica colapsa en la confrontación de varios niveles de significado, para producir un nuevo significado que existe solo en la línea de fractura de los campos semánticos. En el caso de la narración, me atrevo a decir que lo que llamo la síntesis de lo heterogéneo no crea menos novedad que la metáfora, pero esta vez en la composición, en la configuración de una temporalidad contada, de una temporalidad narrativa."
Este descubrimiento de la función cognitiva de la metáfora se basa en la superación del tratamiento habitual de la metáfora, que ve en ella un fenómeno lingüístico simple de "transporte de significado". Para entender esto, Ricœur propone ver que la metáfora no tiene sentido a menos que se reproduzca en el texto como un todo.

## Estudio de la Historia y el discurso literario
En 1983, 1984 y 1985 publica los tres volúmenes de Temps et Recit en los que destaca las proximidades entre la temporalidad de la historiografía y la del discurso literario. Aquí encontramos el deseo de Ricœur de vincular la reflexión filosófica sobre la naturaleza de la narrativa con el enfoque lingüístico y poético.
Ricœur sin practicar la filosofía de la historia está interesado en la historia desde una perspectiva filosófica. En Histoire et vérité (1955) intenta definir la naturaleza del concepto de verdad en la historia y diferenciar la objetividad en la historia de la objetividad en las llamadas ciencias exactas.
Muchos años después, se dedicó a temas culturales e históricos con un enfoque fenomenológico y hermenéutico. Alimenta la discusión de la memoria, el deber de la memoria y la memoria cultural en Memoria, Historia, Olvido (2000).

## Obra
- Karl Jaspers et la philosophie de l'existence (con Mikel Dufrenne), Le Seuil, 1947.
- Gabriel Marcel et Karl Jaspers. Philosophie du mystère et philosophie du paradoxe, Le Seuil, 1948.
- Philosophie de la volonté. Tome I: Le volontaire et l'involontaire, Aubier, 1950.
- Histoire et vérité, Le Seuil, 1955.
- Philosophie de la volonté. Tome II: Finitude et culpabilité, Aubier, 2 volumes, 1960.
- De l'interprétation. Essai sur Sigmund Freud, Le Seuil, 1965.
- Entretiens avec Gabriel Marcel, Aubier, 1968.
- Le conflit des interprétations. Essais d'herméneutique I, Le Seuil, 1969.
- La métaphore vive, Le Seuil, 1975.
- Les cultures et le temps, Payot, 1975.
- Le discours de l'action, CNRS, 1977.
- Temps et récit. Tome I: L'intrigue et le récit historique, Le Seuil, 1983.
- Temps et récit. Tome II: La configuration dans le récit de fiction, Le Seuil, 1984.
- Temps et récit. Tome III: Le temps raconté, Le Seuil, 1985.
- Du texte à l'action. Essais d'herméneutique II, Le Seuil, 1986.
- À l'école de la phénoménologie, Vrin, 1986.
- Le mal. Un défi à la philosophie et à la théologie, Labor & Fides, 1986.
- Soi-même comme un autre, Le Seuil, 1990.
- Réflexion faite. Autobiographie intellectuelle, Esprit, 1995.
- Le juste, I, Esprit, 1995.
- L'idéologie et l'utopie, Le Seuil, 1997.
- Amour et justice, PUF, 1997.
- (avec Jean-Pierre Changeux): Ce qui nous fait penser, Odile Jacob, 1998.
- (avec André LaCocque): Penser la Bible, Le Seuil, 1998.
- Lectures. Tome I : Autour du politique, Seuil , 1999 ISBN 2-02-036488-3 ; ISBN 978-2-02-036488-1
- Lectures. Tome II: La contrée des philosophes, Seuil , 1999 ISBN 2-02-038980-0 ; ISBN 978-2-02-038980-8
- Lectures. Tome III : Aux frontières de la philosophie, Seuil , 1999 ISBN 2-02-085502-X ; ISBN 978-2-02-085502-0
- La mémoire, l'histoire, l'oubli, Le Seuil, 2000.
- L'herméneutique biblique, Le Cerf, 2000.
- Le juste, II, Esprit, 2001.
- La lutte pour la reconnaissance et l'économie du don, Unesco 2002
- Parcours de la reconnaissance. Trois études, Stock, 2004.
- Sur la traduction, Bayard, 2004.
- Écrits et conférences. Tome I : Autour de la psychanalyse, Seuil, 2008.
- Écrits et conférences. Tome II : Herméneutique, Seuil, 2010.